# Devanakatti, Raybag
Devanakatti là một làng thuộc tehsil Raybag, huyện Belgaum, bang Karnataka, Ấn Độ.